# Грёдиг
Грёдиг (нем. Grödig, бав. Grädig) — торговая община (нем. Marktgemeinde) в Австрии, в федеральной земле Зальцбург.
Входит в состав округа Зальцбург. Население составляет 6890 человек (на 31 декабря 2005 года). Занимает площадь 23 км². Официальный код — 50 314.
Во время Первой Мировой войны рядом с Грёдигом располагался Грёдигский лагерь военнопленных, один из крупнейших лагерей военнопленных в Австро-Венгрии.

## Политическая ситуация
Бургомистр общины — Рихард Хеметсбергер (б/п) по результатам выборов 2004 года.
Совет представителей общины (нем. Gemeinderat) состоит из 25 мест.
- Партия GVP (Grödiger Volkspartei) und (Parteifreie BGM. Hemetsberger) занимает 13 мест.
- СДПА занимает 9 мест.
- Партия GABL — Grödig занимает 2 места.
- АПС занимает 1 место.